# Kallithea (Athény)
Kallithea (řecky Καλλιθέα) je město v Řecku, nachází se na poloostrově Attika, a je předměstím Atén. Žije zde kolem 110 000 obyvatel. 

## Historie
Kallithea byla založena v roce 1884, tedy v době, kdy se začala masově osídlovat Atika a rostla dnešní metropole Atény. Význam města vzrostl po roce 1920, kdy se zde po řecko-turecké výměně obyvatelstva usadilo tisíce maloasijských Řeků, především pontských. Usadili se tu obyvatelé z měst, jako jsou např. Sinop, Samsun, Giresun, Trabzon, Tirebolu a Gümüşhane. Kromě nich sem přišli i Řekové z Krymu, a dále pak z Oděsy a Mariupole. Ve třicátých letech se zde usadili i Pontští Řekové z Gruzie. Po příchodu těchto Řeků zde vláda musela postavit celé obytné čtvrti. Lidé byli chudí, proto zde byla v 20.–40. letech poměrně vysoká kriminalita. I zde působili slavní zpěváci stylu rembetika. Pro tento styl je nejslavnější městská čtvrt Tzitzifies, kde hráli slavní hudebníci jako Stelios Vamvakaris, Vasilis Tsitsanis či Manolis Chiotis.[zdroj?] Po druhé světové válce se příchozí definitivně adaptovali do společnosti. Po pádu komunismu ve východní Evropě sem ze Sovětského svazu přišli další Řekové.